# 徳島ガンバロウズ
徳島ガンバロウズ（とくしまガンバロウズ、英: Tokushima Gambarous）は、徳島県、徳島市をホームタウンとする徳島県初のプロバスケットボールチーム。運営法人は株式会社がんばろう徳島。2022年に創設され、2023-24シーズンよりB3リーグに所属している。

## 概要
親会社は、電子書籍取り次ぎ最大手のメディアドゥ。四国地方では、香川ファイブアローズ、愛媛オレンジバイキングスに続く3チーム目のプロバスケットボールチームである。

### ユニフォーム

#### ユニフォームサプライヤー
- 2023年[3] - 現在：B-Five

#### 歴代ユニフォーム
| 2023 - 24 | 2024 - 25 |
|           |           |

| 2023 - 24 | 2024 - 25 |
|           |           |

## 歴史

### 参入前
徳島県では指導員の若松直樹がプロチームの創設を目指して2019年から活動を開始し、2021年には徳島県バスケットボール協会の支援を受け社会人チーム「徳島ワイルドリバース」を創設したが、B3リーグ参入に必要とされる7000万円を調達出来ずにいた。しかし2022年に協会がチーム設立を計画した際に、徳島県出身の藤田恭嗣が創業したメディアドゥが参画して資金問題が解決、2022年1月14日にチーム設立決定を発表。4月1日にメディアドゥを中心に徳島県ゆかりの企業23社が出資する運営会社「がんばろう徳島」を設立した。がんばろう徳島は徳島ワイルドリバースの運営に協力し資金やユニフォームを提供することとなり、チームは「徳島ガンバロウズオルト」（以下オルト）として再出発した。オルトは中国・四国・九州地域リーグに参入しており、B3リーグで通用すると見込まれる選手はガンバロウズと契約する。

### B3参入
チームの契約第1号選手はトライフープ岡山から獲得した若狭功希であった。また、初代ゼネラルマネージャーにはザック生馬、初代ヘッドコーチにはデマーカス・ベリーが就任した。初年度シーズンは、オルトに所属していた選手を中心にロスターを構成し、レギュラーシーズン5位という好成績を収め、プレーオフでもセミファイナルに進出するなど堅調なシーズンだった。

## 選手とスタッフ
| 記号説明 |                           |  |                           |
|          | チームキャプテン          |  | (C) オフコートキャプテン  |
|          | 故障者                    |  | (+) シーズン途中契約      |
|          | (S) 出場停止              |  | (帰) 帰化選手             |
|          | (ア) アジア特別枠選手     |  | (申) 帰化申請中選手（B3） |
|          | (特) 特別指定選手         |  | (留) 留学実績選手（B3）   |
|          | (育) ユース育成特別枠選手 |  | (U) U22枠選手             |

公式サイト
| - ロースター - スタッフ - スタッツ - 故障者リスト | - 選手契約登録規程 B1.B2 / B3 - FA選手リスト |

## ホームアリーナ
| シーズン | リーグ | 全体の ホームゲーム数 | とくぎん | その他の会場                                       | ポストシーズン |
| 2023-24  | B3     | 26                    | 8        | アスティ2 アミノ6 日本フネン4 藍住町2 うだつ2 YGK2 |                |
| 2024-25  | B3     | 26                    | 14       | アスティ2 アミノ6 YGK2 那賀町2                     |                |

会場凡例
- とくぎん - とくぎんトモニアリーナ
- アスティ - アスティとくしま
- アミノ - アミノバリューホール
- 日本フネン - 日本フネン市民プラザ
- 藍住町 - 藍住町町民体育館
- うだつ - うだつアリーナ
- YGK - YGK ドーム
- 那賀町 - とくぎんトモニアリーナ那賀（那賀町総合体育館）

## マスコット
- チェック＆バロウ

犬をモチーフとしたマスコットキャラクター。チェックはキャプテン、バロウはムードメーカー。